# Verville VCP
Verville VCP là một mẫu thử máy bay tiêm kích hai tầng cánh của Hoa Kỳ trong thập niên 1920.

## Biến thể
VCP-1
VCP-R
R-1
PW-1
PW-1A

## Tính năng kỹ chiến thuật (PW-1)
Dữ liệu lấy từ The American Fighter
Đặc tính tổng quát
- Kíp lái: 1
- Chiều dài: 22 ft 6 in (6,86 m)
- Sải cánh: 32 ft 0 in (9,75 m)
- Chiều cao: 8 ft 4 in (2,54 m)
- Diện tích cánh: 269 foot vuông (25,0 m2)
- Trọng lượng rỗng: 2.069 lb (938 kg)
- Trọng lượng có tải: 3.005 lb (1.363 kg)
- Động cơ: 1 × Packard 1A-1237 , 350 hp (260 kW)

Hiệu suất bay
- Vận tốc cực đại: 146 mph (235 km/h; 127 kn) trên mực nước biển
- Vận tốc hành trình: 132 mph (115 kn; 212 km/h)
- Thời gian bay: 2 h 30 phút
- Trần bay: 19.300 ft (5.883 m)
- Thời gian lên độ cao: 11 phút lên độ cao 10.000 ft (3.050 m)